# Termanology
Termanology, de son vrai nom Daniel Carrillo, né le 8 octobre 1982 à Lawrence, dans le Massachusetts, est un rappeur américain. Il se popularise initialement en 2006 avec son single Watch How It Go Down. Il publie ensuite son premier album studio, Politics as Usual, en 2008. Il publie également un bon nombre d'autres albums, comme 1982 (2010) et est connu pour ses mixtapes prolifiques. Lors d'un entretien avec Riot Sound, il confie avoir des origines portoricaines et françaises.

## Biographie
Carrillo est né le 8 octobre 1982 et a grandi à Lawrence, dans le Massachusetts,. Dans sa jeunesse, Termanology écoute du rap new yorkais comme le Wu-Tang Clan, The Notorious B.I.G. ou Gang Starr. Rapidement, il sort de l'obscurité et sort sa première mixtape en 2001. Il voyage beaucoup entre Boston et New York où il devient vite proche de Statik Selektah qui produit ses mixtapes. 
En 2003, il rencontre DJ Premier qui voit rapidement en lui une future street star, et par le fait Termanology multiplie les collaborations avec Saigon, Reks, The Alchemist, Bun B et ST Da Squad. Termanology possède un flow old school et une technique différente des autres MCs, mais l'attente de son premier album est très importante.
Au côté du producteur originaire du New Hampshire DC the MIDI Alien, Carrillo publie un album indépendant, Out the Gate, en 2005,. Une amitié avec Krumbsnatcha, membre de la Gang Starr Foundation, mène à une rencontre avec DJ Premier, fan de This Is Hip Hop. Le single de Termanology, Watch How It Go Down, publié en 2006, et produit par DJ Premier, se popularise à l'échelle nationale,, et internationale,, et le rappeur paraît dans la colomne Show and Prove du magazine XXL.
Le premier album de Termanology, Politics as Usual, est publié en septembre 2008 sur le label Nature Sounds, avec des productions de DJ Premier, The Alchemist, Pete Rock, Large Professor, Havoc, Hi-Tek, Nottz ou encore Buckwild et des featurings intéressants comme Bun B, Prodigy, Freeway, Lil' Fame et Sheek Louch,,,.
Les mixtapes du rappeur attirent également l'attention de la presse spécialisée. Elles incluent Hood Politics Volumes I–VI,,,, son projet avec les beats de J Dilla, If Heaven Was a Mile Away,, et la compilation de ses mixtape cuts, Jackin' for Beats.

## Discographie

### Albums studio
- 2008 : Politics as Usual
- 2013 : G.O.Y.A. (Gunz Or Yay Available)
- 2014 : Shut Up and Rap
- 2016 : More Politics

### EPs
- 2010 : The Evening News EP (avec Statik Selektah)
- 2014 : Mas G.O.Y.A. (avec Shortfyuz)
- 2015 : Term Brady

### Albums collaboratifs
- 2005 : Out the Gate (avec DC)
- 2010 : 1982 (avec Statik Selektah)[25]
- 2011 : 2012 (avec Statik Selektah)
- 2012 : Fizzyology (avec Lil' Fame)[26]

### Mixtapes
- 2003 : Hood Politics
- 2005 : Hood Politics II
- 2005 : Hood Politics III: Unsigned Hype
- 2006 : Hood Politics IV: Show And Prove
- 2007 : Hood Politics V
- 2007 : 50 Bodies
- 2008 : Da Cameo King
- 2008 : 50 Bodies 2
- 2009 : If Heaven Was a Mile Away (A Tribute to J Dilla)
- 2009 : Jackin' For Beats
- 2009 : Hood Politics VI: Time Machine
- 2010 : 50 Bodies 3
- 2010 : 1982: The Diamond Collection (avec Statik Selektah)
- 2011 : Cameo King II
- 2013 : Hood Politics 7